# Dogna (Italie)
Pour les articles homonymes, voir Dogna.
Dogna (Dogne en frioulan) est une commune italienne de l'ancienne province d'Udine dans la région autonome de Frioul-Vénétie Julienne en Italie.

## Géographie
La ville est située dans la vallée de la rivière Fella, un affluent du Tagliamento, séparant les Alpes juliennes à l'est des Préalpes carniques à l'ouest. Le massif du Montasio (2 754 m) s'élève au sud-est. La section inférieure du cours fluvial, de Pontebba jusqu'en bas vers Venzone, porte le nom de Canal del Ferro (« vallée de fer »), elle constitue la partie la plus septentrionale de la région historique du Frioul.

## Administration
| Période                                  | Période | Identité | Étiquette | Qualité |
| ---------------------------------------- | ------- | -------- | --------- | ------- |
|                                          |         |          |           |         |
| Les données manquantes sont à compléter. |         |          |           |         |

### Communes limitrophes
Chiusaforte, Malborghetto Valbruna, Moggio Udinese, Pontebba

## Transports
Dogna est traversée par la route nationale 13 Pontebbana (SS13), qui suit la vallée de la Fella. De 1879 à 1995, le village disposait d'une gare sur la voie ferrée Pontebbana reliant Udine à Tarvisio. Après le changement de tracé de la ligne, l'ancien tracé est abandonné puis transformé en piste cyclable et intégré dans la ciclovia Alpe Adria.